# João de Sousa (arcebispo)
João de Sousa (1647 - 29 de setembro de 1710) foi um arcebispo português, bispo do Porto, arcebispo de Braga e último arcebispo de Lisboa.

## Biografia
Dom João era filho de D. Tomé de Sousa, 8.º Senhor de Gouveia, e de sua mulher D. Francisca de Meneses, e sobrinho de D. Diogo de Sousa, arcebispo de Évora. Doutorou-se em Direito Canónico pela Faculdade de Cânones da Universidade de Coimbra. Foi deputado no Tribunal do Santo Ofício e sumilher da cortina do Príncipe Pedro. Assim, foi eleito Bispo de Miranda, do qual declinou.
Formou-se e, entrando depois no serviço do Santo Ofício, foi deputado em Évora, sendo já arcediago de Santa Cristina, no arcebispado de Braga, tendo também o cargo de sumílher da cortina de D. Pedro II.
Em 1682, serviu na Armada e foi a Turim conduzir o Duque de Saboia como seu sumilher.
No seu retorno, no tempo em que D. Diogo de Sousa, seu tio, era arcebispo de Évora; exerceu o cargo de presidente da Relação Eclesiástica dessa cidade. Foi, depois deputado da inquisição de Lisboa, tendo recusado o priorado mor de Palmela e o bispado de Miranda. No entanto, aceitou então o lugar de bispo do Porto e teve seu nome confirmado pelo Papa Inocêncio XI em 1684, sendo consagrado em 16 de abril pelo cardeal Dom Veríssimo de Lencastre, auxiliado por Dom Manuel Pereira, bispo-emérito de São Sebastião do Rio de Janeiro e por Dom António de Santa Maria, bispo-titular de Diocaesarea in Isauria. Permaneceu na diocese até 1696, quando foi elevado a arcebispo de Braga. 
Deu a sua entrada solene na cidade bracarense a 29 de Junho de 1697. Ficou naquela sé até 1703 quando foi transferido para a Sé lisboeta. Pela sua obra e extrema humildade, recebeu elogios por Breve apostólico do Papa Inocêncio XII.
D. Pedro II e D. João V envidaram esforços para que o arcebispo se tornasse um purpurado, mas quando iria ser nomeado pelo Papa Clemente XI, faleceu em 29 de setembro de 1710. Está enterrado no cemitério dos pobres na antiga catedral, sem epitáfio e em humilde sepultura, como tinha determinado.